# Rzymskie słonie bojowe

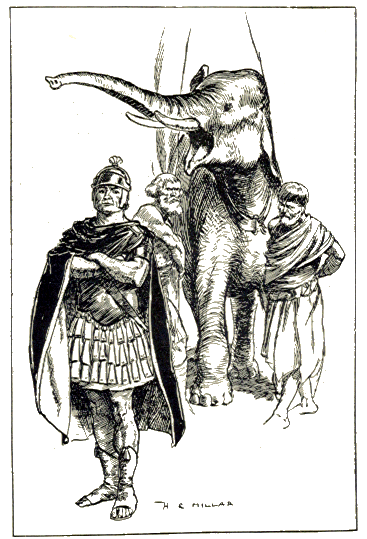
Gajusz Fabrycjusz Luscynus ze słoniem

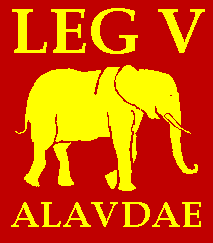
Signum Legio V Alaudae

Wykorzystywanie słoni bojowych w armii rzymskiej było sporadyczne, bowiem – jak pokazały to bitwy, w których uczestniczyły – łatwo wpadały one w panikę i były „wspólnymi nieprzyjaciółmi”, jak to określił grecki historyk Appian z Aleksandrii.

## Historia
Chociaż wykorzystanie słoni bojowych w obrębie Morza Śródziemnego jest najbardziej znane z wojen punickich (264–146 p.n.e.), między Kartaginą a Rzymem, to prekursorem wprowadzenia słoni bojowych na tym terenie był przede wszystkim król Epiru Pyrrus. Władca sprowadził dwadzieścia słoni, aby zaatakowały nieprzygotowanych do walki z nimi Rzymian w bitwie pod Herakleą w 280 roku p.n.e. Słonie doskonale spełniły swoje zadanie, płosząc rzymskie konie i tratując żołnierzy. W następnym roku Epiroci ponownie rozmieścili podobną liczbę słoni, atakując Rzymian w bitwie pod Ausculum (pyrrusowe zwycięstwo), co wywołało wśród żołnierzy panikę, choć podobno pewnemu centurionowi udało się podbiec do jednego ze słoni i odrąbać mu trąbę mieczem.
Być może zainspirowana zwycięstwami Pyrrusa, Kartagina opracowała własny sposób wykorzystania słoni bojowych i wykorzystała je na szeroką skalę podczas pierwszej wojny punickiej (264–241 p.n.e.), między innymi w bitwach pod Akragas w 261 roku p.n.e., Adys i Tunesem w 255 roku p.n.e., oraz pod Panormos w 250 roku p.n.e., a także drugiej wojny punickiej (218–201 p.n.e.), podczas  której kartagiński dowódca i polityk Hannibal przeprowadził swoją armię ze słoniami przez Alpy, choć wiele z nich zginęło w trudnych warunkach klimatycznych. Ocalałe słonie z powodzeniem wykorzystano w bitwie nad Trebią w 218 roku p.n.e. Rzymianie w końcu opracowali skuteczną taktykę przeciw słoniom, co doprowadziło do porażki Hannibala w decydującej o losach drugiej wojny punickiej bitwie pod Zamą w 202 roku p.n.e.; szarża słoni była nieskuteczna, ponieważ zdyscyplinowane rzymskie manipuły po prostu je przepuściły przez przerwy między swoimi szykami.

## Rzymskie słonie bojowe
Kilka słoni schwytanych w 275 roku p.n.e., podczas wojny pyrryjskiej (282–272 p.n.e.), trafiło do Rzymu, gdzie wzięły udział w triumfie. Nie wiadomo jednak, co się stało z nimi później; być może zginęły na arenie podzielając los około 140 słoni zdobytych przez Lucjusza Cecyliusza Metellusa Dentera na Sycylii w bitwach z Kartagińczykami. Na przełomie III i II wieku p.n.e. Rzymianie krótko wykorzystywali na szerszą skalę słonie pochodzące z Afryki, zdobyte na Kartagińczykach lub podarowane przez króla Numidii Masynissę (10 słoni w 198 i 153 roku p.n.e). Wykorzystali je podczas drugiej wojny macedońskiej (200–197 p.n.e.), między innymi w bitwie pod Kynoskefalaj w roku 197 p.n.e. W czasie wojny z Seleukidami (192–188 p.n.e.) wojska rzymskie wykorzystały słonie w bitwach pod Termopilami (191 rok p.n.e.) i Magnezją (190 lub 189 rok p.n.e.). Rzymianie wykorzystali również słonie bojowe podczas wojny hiszpańskiej (181–133 p.n.e.), do między innymi nieudanego przełamywania drewnianych umocnień miasteczek celtyberyjskich w 153 roku p.n.e., inwazji Gajusza Juliusza Cezara na Brytanię w roku 54 p.n.e. (1 słoń), oraz wojny domowej Cezara z Pompejuszem (49–45 p.n.e.), w bitwie pod Tapsus w roku 46 p.n.e., gdzie po raz ostatni w historii starożytnego Rzymu użyto dużej ilości słoni podczas jednej bitwy. Po stronie pompejańczyków walczyło 60 słoni – Cezar uzbroił swój piąty legion w topory, rozkazując legionistom atakować nogi słoni co okazało się skuteczne i od tej pory wizerunek słonia stał się symbolem jednostki.
Republika rzymska narzucając pokój pokonanym przez siebie państwom, żądała między innymi zabijania lub oddawania wszystkich posiadanych słoni bojowych i zakazywała posiadania ich w przyszłości. Takie warunki podyktowano Kartagińczykom i władcy państwa Seleucydów Antiochowi III Wielkiemu i jego następcom.